# Северо-западный университет штата Миссури
Северо-западный университет штата Миссури (англ. Northwest Missouri State University, сокр. NWMSU) — американский государственный университет в Мэривилле, штат Миссури.
Университет управляется назначенным штатом Попечительским советом и возглавляется президентом Джоном Ясински.

## История

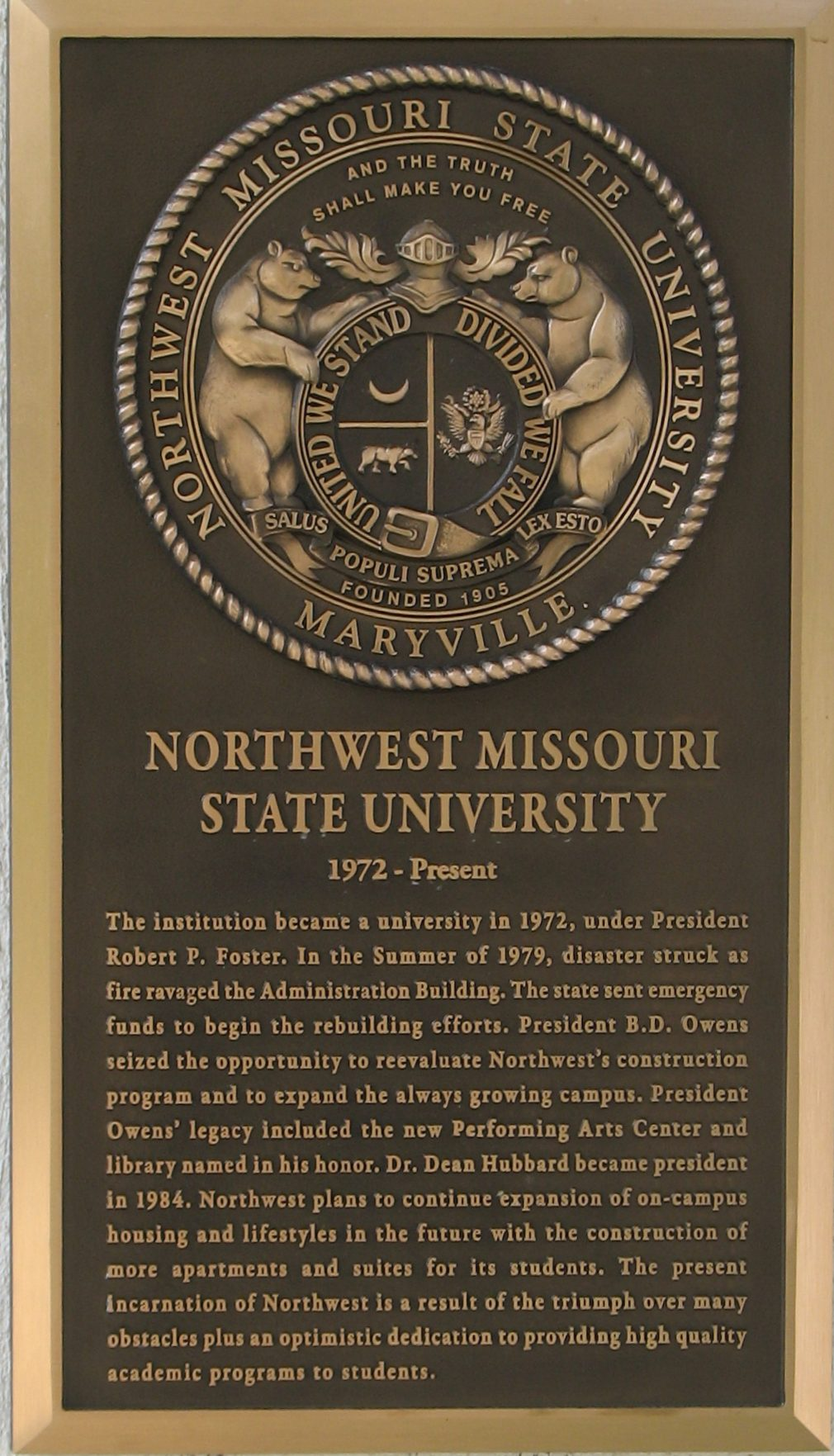
Памятная доска получения статуса университета

В 1905 году Законодательное собрание штата Миссури образовало пять округов для создания обычных школ и колледжей штата. Мэривилль выиграл конкурс на Северо-Западный округ, предложив пожертвовать 34,8 гектаров земли и 58 000 долларов на создание учебного заведения на месте методистской семинарии. Первоначальная функция школы, названной как Нормальная школа Пятого округа (Fifth District Normal School), заключалась в подготовке учителей для начальной школы. Занятия начались 13 июня 1906 года; несколько позже школа была расширена до полноценной средней школы, а затем вернулась к своей нынешней конфигурации: от детского сада до шестого класса.
После Первой мировой войны, в 1919 году, школа была переименована в Северо-западный педагогический колледж штата Миссури (Northwest Missouri State Teacher’s College), и в ней появилась возможность присуждать степени бакалавра. В 1949 году Совет регентов сократил название до Северо-западного колледжа штата Миссури (Northwest Missouri State College).
Во время Второй мировой войны учебное заведение было одним из 131 колледжа и университета страны, которые принимали участие в программе обучения V-12 Navy College Training Program, которая предлагала студентам путь к военно-морской службе.
В 1969 году губернатор Миссури Уоррен Хернс настаивал на преобразовании колледжа St. Joseph Junior College в ещё одно четырёхгодичное учебное заведение штата, которое впоследствии стало Западным университетом штата Миссури в 72 километрах от Мэривилля.
14 августа 1972 года Северо-западный колледж штата Миссури получил статус университета, и его название было изменено на нынешнее Северо-западный университет штата Миссури.
В 1987 году университет представил свою Electronic Campus Program, первую подобную программу среди государственных вузов США.

## Деятельность
Университет является обладателем четырёх наград Missouri Quality Awards, присужденных в 1997, 2001, 2005 и 2008 годах. Его кампус построен на дизайне Форест-парка Всемирной выставки в Сент-Луисе 1904 года и является официальным дендрарием штата Миссури. Учебное заведение управляется назначенным Попечительским советом штата и возглавляется в настоящее время президентом Джоном Ясински.
В Северо-западном университете штата Миссури существуют студенческие братства Sigma Tau Gamma, Phi Sigma Kappa, Tau Kappa Epsilon, Alpha Kappa Lambda, Delta Sigma Phi, Sigma Phi Epsilon, Alpha Phi Alpha и Alpha Gamma Rho, а также сестринства Alpha Delta Pi, Alpha Sigma Alpha, Delta Sigma Theta, Phi Mu, Sigma Alpha, Sigma Kappa, Sigma Sigma Sigma и Zeta Phi Beta.

### Президенты
- 1906—1907 − Фрэнк Дирвестер[англ.]
- 1907—1909 − Гомер Кук[англ.]
- 1909—1913 − Генри Тейлор[англ.]
- 1913—1921 − Ира Ричардсон[англ.]
- 1921—1945 − Уэль Ламкин[англ.]
- 1945—1964 − Джон Джонс[англ.]
- 1964—1977 − Роберт Фостер[англ.]
- 1977—1984 − Бобби Оуэнс[англ.]
- 1984—2009 − Дин Хаббард[англ.]
- С 2009 − Джон Ясински[англ.]